# レアーナ・デル・ロイアーレ
レアーナ・デル・ロイアーレ（伊: Reana del Rojale）は、イタリア共和国フリウリ＝ヴェネツィア・ジュリア州ウーディネ県にある、人口約4,700人の基礎自治体（コムーネ）。

## 名称
標準イタリア語以外では以下の名称を持つ。
- フリウリ語: Reane dal Roiâl

## 地理

### 位置・広がり

#### 隣接コムーネ
隣接するコムーネは以下の通り。
- ニーミス
- ポヴォレット
- タルチェント
- タヴァニャッコ
- トリチェージモ
- ウーディネ

### 気候分類・地震分類
レアーナ・デル・ロイアーレにおけるイタリアの気候分類 (it) および度日は、zona E, 2398 GGである。
また、イタリアの地震リスク階級 (it) では、zona 2 (sismicità media) に分類される。

## 行政

### 分離集落
レアーナ・デル・ロイアーレには、以下の分離集落（フラツィオーネ）がある。
- Cortale, Qualso, Remugnano, Ribis, Rizzolo, Valle, Vergnacco, Zompitta

## 姉妹都市
- Križevci、クロアチア
- Salagnon、フランス